# 云城东路隧道
云城东路隧道是中国广东省广州市白云区的一条道路下沉隧道，呈南北走向，全长1.584公里，于2021年5月开工，2023年3月25日建成通车（原计划于2022年12月建成通车）。